# Мірела Пашка
Мірела Пашка  (рум. Mirela Paşca, 19 лютого 1975) — румунська гімнастка, олімпійська медалістка.

## Виступи на Олімпіадах
| Олімпіада      | Дисципліна        | Місце              |
| -------------- | ----------------- | ------------------ |
| Барселона 1992 | абсолютний залік  | 19 (кваліфікація)  |
| Барселона 1992 | командний залік   | 2                  |
| Барселона 1992 | вільні врави      | 19T (кваліфікація) |
| Барселона 1992 | опорний стрибок   | 17T (кваліфікація) |
| Барселона 1992 | різновисокі бруси | 4T                 |
| Барселона 1992 | колода            | 34 (кваліфікація)  |